# Tarsomys echinatus
Tarsomys echinatus is een knaagdier dat voorkomt op Mount Matutum op Mindanao. De soortaanduiding echinatus betekent "stekelig" of "prikkelig" in het Latijn en slaat op de stekelige vacht van deze soort.
Deze soort is groter dan de andere soort van zijn geslacht, T. apoensis. Die heeft een lange, zachte vacht, in tegenstelling tot de korte, stekelige vacht van T. echinatus. T. apoensis heeft ook meer schubben op de staart. T. echinatus heeft echter langere klauwen, kleinere oren en een kleinere schedel.